# 沃德内 (科米共和国)
沃德内（羅馬化：Vodnyy）是俄罗斯科米共和国的市级镇，属乌赫塔市。
该地2021年有人口5,767人；2010年人口6,595；2002年人口6,634；1989年人口8,015。